# Trychnophylla taractica
Trychnophylla taractica är en fjärilsart som beskrevs av Turner 1926. Trychnophylla taractica ingår i släktet Trychnophylla och familjen vecklare. Inga underarter finns listade i Catalogue of Life.